# Globos osiguranje Beograd
Globos osiguranje Beograd (code BELEX : GLOS) est une compagnie d'assurances serbe qui a son siège social à Belgrade. Elle fait partie de la composition du BELEXline, l'un des indices principaux de la bourse de Belgrade.

## Histoire
Globos osiguranje Beograd est admise au libre marché de la bourse de Belgrade le 22 octobre 2004.
En février 2020, Globos osiguranje est racheté par British Motors Serbia, société détenue par l'homme politique Ostoja Mijailović, leader du parti progressiste serbe. En janvier 2021, British Motors Serbia, déjà propriétaire à hauteur de 87,51% des parts de Globos osiguranje, annonce son intention de racheter les 12,49% qu'elle ne détient pas encore.

## Activités
Globos osiguranje Beograd est une entreprise qui travaille principalement dans le domaine des assurances. Elle propose des assurances pour les biens et les personnes, et, notamment, des assurances-vie, des assurances pour les véhicules à moteur et des assurances pour garantir les prêts. La compagnie dispose d'une succursale à Novi Sad et de six bureaux, à Bačka Topola, Sombor, Sremska Mitrovica, Zrenjanin, Kragujevac et Niš.

## Données boursières
Le 1er avril 2013, l'action de Globos osiguranje Beograd valait 134 RSD (1,20 EUR). Elle a connu son cours le plus élevé, soit 7 200 RSD (64,55 EUR), le 15 août 2007 et son cours le plus bas, soit 60 RSD (0,53 EUR), le 10 octobre 2012.

## Sponsor
À partir de 2020, Globos osiguranje sponsorise le club de handball Rukometni Klub Partizan Belgrade. La compagnie d'assurance est la propriété de British Motors Serbia détenue par Ostoja Mijailović, qui est aussi le président du club de basket-ball KK Partizan Belgrade.